# Oude Roompot
Oude Roompot is een betonde vaargeul die voor een deel in Nederlandse territoriale wateren en een ander deel in de gemeente Veere ligt. De locatie is voor de kust van de provincie Zeeland, noord van Walcheren, en zuidwest van Schouwen-Duiveland.
De vaargeul is ongeveer 9 km lang en loopt vanaf het knooppunt van de vaargeulen Westgat en Geul van de Banjaard oostwaarts naar de buitenhaven van de Roompotsluis.
De vaargeul Roompot loopt zuid van de Oude Roompot dicht langs de Walcherse kust ook naar de Roompotsluis. Tussen de Roompot en de Oude Roompot is ondiep water.
Het water is zout en heeft een getij.
De vaargeul Oude Roompot is te gebruiken voor schepen tot en met CEMT-klasse Va.
De Oude Roompot valt binnen het Natura 2000-gebied Voordelta.